# Данко, Адам
А́дам Да́нко (словац. Adam Danko; 27 июня 2003) — словацкий футболист, вратарь клуба «Железиарне».

## Клубная карьера
Адам прошёл через академию «Железиарне» и дебютировал за основной состав в словацкой Суперлиге весной 2023 года. Осенью 2023 его отправили в аренду в «Погронье», где он провёл 10 матчей во Втором дивизионе. Летом того же года вернулся в «Железиарне».
Во второй половине сезона 2023/24 он закрепился в основе «Железиарне»: сыграл пять матчей в Суперлиге, затем в сезоне 2024/25 появился как минимум в двенадцати играх.

## Карьера в сборной
Осенью 2024 года Данко впервые попал в заявку сборной молодёжной сборной Словакии, но пропустил игру из‑за травмы. Уже в октябре снова был включён в состав как запасной вратарь на матчи против Греции и Уэльса. Весной 2025 получил вызов на сбор молодёжной сборной и готовится к товарищеским играм против Германии и Франции.
4 июня 2025 года был включен в окончательную заявку молодёжной сборной на молодёжный чемпионат Европы 2025.